# Hans Christian Zeltner
Hans Christian Zeltner (25. oktober 1826 i København – 8. december 1889 i Silkeborg) var en dansk arkitekt, kommunalpolitiker og fabrikant. Han var yngre broder til Theodor Zeltner.
Zeltner blev født 25. oktober 1826 i København som søn af møller og Lysestøber Hans David Zeltner og Rosine Dorthea Cramer. Han kom i murerlære og blev optaget på Kunstakademiets Arkitektskole i oktober 1843. Fra december 1843 var han i arkitekturskolen. Han var medarbejder hos Frederik Ferdinand Friis (1852 konduktør på byggeriet af Horsens Statsfængsel). Fra 1857 var Zeltner medlem af Silkeborg Kommunalbestyrelse (fra 1858 som formand) og han overtog sin svigerfaders jernstøberi i Silkeborg og opgav sin arkitektkarriere.
Han blev gift 17. april 1857 i Horsens med Marie Kirstine Stallknecht, f. 28. oktober 1834 i Horsens, d. 13. marts 1867 i Silkeborg, datter af guldsmed Ulrich Stallknecht og Oline Emilie Thostrup. Zeltner er begravet i Silkeborg.

## Værker
- Det gl. rådhus i Horsens (1854-55, 1923 indvendig ombygning af Christian Fussing, fredet)
- Det gl. rådhus i Silkeborg (1857, restaureret og udvidet 1923 af L. Bendixen)
- Råd-, ting- og arresthus i Skanderborg (projekt 1856, opført 1859-60; udvidet 1919-20 af N.D. Jørgensen med tilbygning indeholdende politistation, byrådssal mm.)
- Præstegård, Vestergade 43, Silkeborg (1857)